# بن حدو بوحجر
بن حدو بوحجر المعروف باسم العقيد سي عثمان قائد عسكري جزائري من مواليد 27 نوفمبر1927 بعين تموشنت  تولى قيادة الولاية الخامسة التاريخية من 1960 إلى غاية الاستقلال سنة 1962 توفي في 27 أوت 1977 .

## نشاطه السياسي
ناضل منذ صغره في صفوف حزب الشعب، وحركة أحباب البيان ثم حركة إنتصار الحريات الديمقراطية. وأصبح عضواً في المنظمة الخاصة والتقى بالعربي بن مهيدي ورابح بيطاط. اعتقل في ماي 1950 وسجن في وهران وتعرف هُناك على أحمد زبانة وحمو بوتليليس، حُوِّلَ إلى الجزائر وأفرج عنه بعد تدهور حالته الصحية سنة 1952، ثم كلف بعدها بجمع الأسلحة من المغرب تحضيراً لبداية الثورة.

## نشاطه أثناء الثورة
كان من بين مفجري الثورة في الجهة الغربية، وأشرف سنة 1956 على عمليات فدائية كبرى تمثلت في حرق مزارع المعمرين. رقّي إلى رتبة نقيب بعد مؤتمر الصومام قائداً للمنطقة الثالثة من الولاية الخامسةإ .
لتحق سنة 1957 بمركز القيادة بوجدة والتقى هُناك بالعقيد هواري بومدين والعقيد عبد الحفيظ بوصوف. سنة 1958 رُقي إلى رتبة رائد وأصبح عضواً في المجلس الوطني للثورة الجزائرية بعد إستشهاد العقيد لطفي سنة 1960 عين قائداً للولاية الخامسة برتبة عقيد وبقي في منصبه إلى غاية الاستقلال.
شارك في مؤتمر طرابلس الاستثنائي، الذي عقد في ليبيا من 27 ماي إلى 5 جوان 1962 إلى جانب هواري بومدين .

## مهام بعد الاستقلال
وبعد الاستقلال شغل وظيفة منسق الحزب لمنطقة الغرب وأصبح عضوا في مجلس الثورة,

## وفاته
توفي في 27 أغسطس 1977 بمستشفى مصطفى باشا بالعاصمة بعد معاناة طويلة من المرض.